# Lidia Gal
Lidia Gal és una jugadora d'escacs israeliana. Va guanyar el Campionat d'escacs femení d'Israel el 1971.

## Biografia
Des de principis dels anys setanta fins a principis dels vuitanta, Lidia Gal va ser una de les principals jugadores d'escacs d'Israel. El 1971, va guanyar el Campionat d'escacs femení d'Israel.
Lidia Gal va jugar representant Israel a les Olimpíades d'escacs femenines:
- El 1972, al segon tauler de la 5a Olimpíada d'escacs (femenina) a Skopje (+4, =4, -0),
- El 1982, al tercer tauler de la 10a Olimpíada d'escacs (femenina) a Lucerna (+2, =4, -3).